# Hochfelden (Bas-Rhin)
Pour les articles homonymes, voir Hochfelden.
Hochfelden (prononcé [oxfɛldən] ; signifie champs élevés en allemand ; alsacien : 'Hohfalde' [ˈhoˌfaldə]) est une commune française de la plaine d'Alsace située à 30,3 km au nord-ouest de Strasbourg dans la circonscription administrative du Bas-Rhin et, depuis le 1er janvier 2021, dans le territoire de la Collectivité européenne d'Alsace, en région Grand Est.
Cette commune se trouve dans la région historique et culturelle d'Alsace.
Bourg de milieu rural, Hochfelden est le chef-lieu de la communauté de communes du Pays de la Zorn et ancien chef-lieu d'un canton éponyme. Le 1er janvier 2017 la commune fusionne avec Schaffhouse-sur-Zorn pour former une commune nouvelle, de même nom.

## Géographie

### Localisation
Au niveau départemental, les villes les plus proches sont Brumath (10,5 km) et Haguenau (17,5 km) puis Saverne (15,5 km).

### Communes limitrophes
| Wickersheim-Wilshausen Scherlenheim | Bossendorf                 | Alteckendorf    |
| Melsheim                            | Hochfelden                 | Schwindratzheim |
| Ingenheim                           | Duntzenheim Hohfrankenheim | Mutzenhouse     |

### Géologie et reliefs

#### Un paysage de collines
Les montagnes du massif des Vosges et la plaine d'Alsace ont pour prolongement en Allemagne, la plaine du Pays de Bade et le massif de la Forêt-Noire. Cet ensemble a pour origine le bombement d'une pénéplaine post-hercynienne. Cette déformation fut causée par une compression engendrée par la formation (ou orogenèse) des Alpes. Ce bombement s'est vu suivre par un effondrement tectonique central où le Rhin, de Bâle à Francfort, constitue le graben central.
Du côté alsacien, le piémont des Vosges est formé par les collines dites sous-vosgiennes dont les sols sont constitués de roches calcaires. C’est une zone de transition entre les grès et les granites des Vosges et les alluvions de la plaine d‘Alsace. Ces collines s’étirent à l'est des Vosges sur plus de cent kilomètres du nord au sud de l’Alsace sur une largeur allant de deux à vingt kilomètres. Les montagnes vosgiennes constituent une barrière aux précipitations atmosphériques venant de l'ouest. La pluviométrie est donc moins importante sur les collines sous-vosgiennes que sur le versant lorrain, le climat y est plus sec et plus chaud.

#### Altitudes
Le territoire de Hochfelden est situé sur le champ de fracture de Saverne ; ceci fait que son relief se caractérise par les vallonnements des collines sous-vosgiennes. Les altitudes observées à Hochfelden se situent entre 153 et 218 mètres. La majeure partie des habitations de la bourgade sont construites sur un même flanc de colline. La mairie située au centre-ville est construite à une altitude de 180 mètres. Un peu plus haut, l'église catholique est édifiée au sommet de cette éminence ; ceci fait que son haut clocher est visible de loin. L'altitude la plus haute se signale sur la colline du Scherlenheimerberg (218 m) mais son sommet se situe sur le finage de Scherlenheim à 222 m. Les points les plus bas se rencontrent dans le lit de la rivière de la Zorn, 159 mètres vers Melsheim et 153 mètres vers Schwindratzheim. À l’est du bourg, le flanc de la colline du Galgenberg s'élève à partir de 158 mètres au niveau du ruisseau Bachgraben jusqu'à 202 mètres en limite avec le finage de Schwindratzheim.

### Voies de communication

#### Réseau routier
La grande voie de communication qu'est l'autoroute A4 traverse de part en part, au nord du bourg, le territoire communal. Pour y accéder, il est nécessaire de se rendre vers la sortie autoroutière  46 de Hochfelden au niveau du péage de Schwindratzheim à 2 km de distance. Une autre rocade est la sortie autoroutière  45 de Saverne à 15 km de distance.
Hochfelden est un nœud routier de plusieurs voies d'importance départementale. La route départementale 25 (ou RD 25) relie Pfaffenhoffen située au Nord à Wasselonne située au Sud. Une portion de cette route a été transformée en chemin vicinal entre Hochfelden et le carrefour entre Alteckendorf et Bossendorf. L'origine de ce fait est la mise en service de l'autoroute A4. Cette portion est remplacée par la RD 32 entre le carrefour précité et le péage autoroutier et par la RD 100 entre le péage et Hochfelden. La RD 59 relie Hochfelden à Griesbach-le-Bastberg située au nord-ouest, tandis que la RD 7 relie Hochfelden à Bouxwiller. La RD 421 relie Saverne à Brumath. Cette voie traverse d'ouest en est le centre-ville de Hochfelden (rue du 23 novembre, rue Lebocq, rue des Manteaux-rouges, route de Strasbourg). Entre le 17 octobre 2006 et le 1er avril 2009 cette route fut interdite par arrêté préfectoral pour le transit des poids-lourds de plus de 7,5 tonnes entre Dettwiller et Mommenheim.

#### Voies fluviale et cyclable
Située sur le canal de la Marne au Rhin entre Saverne et Strasbourg, Hochfelden possède un port de plaisance. Le chemin de halage du canal est emprunté par le grand itinéraire cyclable EuroVelo 5 (EV5 Via Romea Francigena de Londres à Rome/Brindisi).

#### Voies ferrées
La gare de Hochfelden est située sur la ligne de Paris-Est à Strasbourg-Ville.

### Hydrographie
La commune est dans le bassin versant du Rhin au sein du bassin Rhin-Meuse. Elle est drainée par le canal de la Marne au Rhin, la Zorn, le ruisseau le Bachgraben, le ruisseau le Rohrbach, le ruisseau le Gutlentbaechel et le ruisseau le Garbachgraben,.
Le canal de la Marne au Rhin, d'une longueur totale de 314 km, et 178 écluses à l'origine, relie la Marne (à Vitry-le-François) au Rhin (à Strasbourg). Par le canal latéral de la Marne, il est connecté au réseau navigable de la Seine vers l'Île-de-France et la Normandie.
La Zorn, d'une longueur totale de 96,7 km, prend sa source dans la commune de Walscheid et se jette  dans le canal de la Marne au Rhin à Rohrwiller, après avoir traversé 34 communes. Les caractéristiques hydrologiques de la Zorn sont données par la station hydrologique située sur la commune de Mommenheim. Le débit moyen mensuel est de 5,36 m3/s. Le débit moyen journalier maximum est de 143 m3/s, atteint lors de la crue du 26 mai 1983. Le débit instantané maximal est quant à lui de 132 m3/s, atteint le 18 mai 2024.

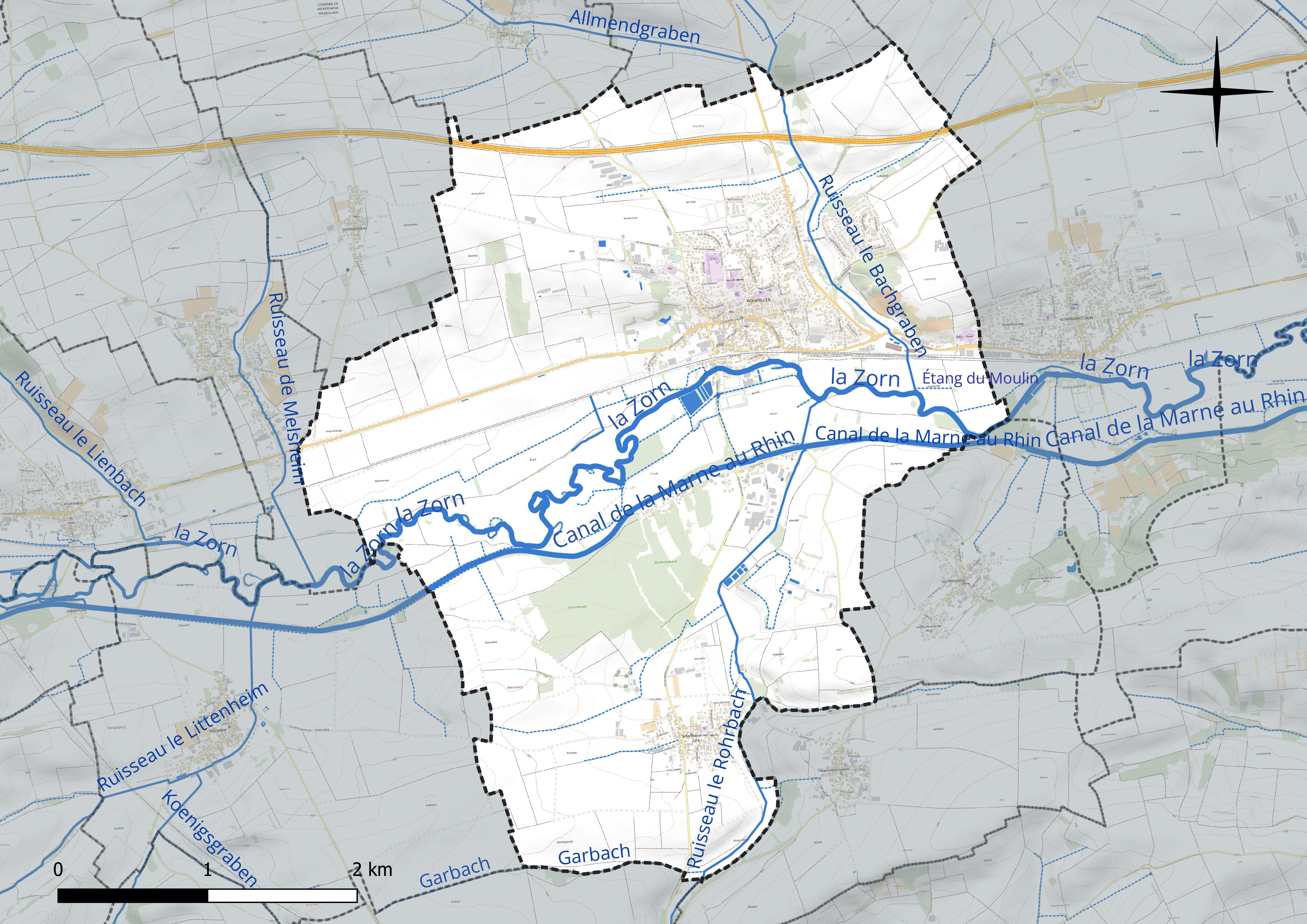
Réseau hydrographique de Hochfelden.

Le Bachgraben, d'une longueur de 13 km, prend sa source dans la commune de Bouxwiller et se jette  dans la Zorn sur la commune, après avoir traversé huit communes.
Le Rohrbach, d'une longueur de 18 km, prend sa source dans la commune de Wolschheim et se jette  dans la canal de la Marne au Rhin sur la commune, après avoir traversé douze communes.

### Climat
Pour des articles plus généraux, voir Climat du Grand Est et Climat du Bas-Rhin.
En 2010, le climat de la commune est de type climat des marges montargnardes, selon une étude du Centre national de la recherche scientifique s'appuyant sur une série de données couvrant la période 1971-2000. En 2020, Météo-France publie une typologie des climats de la France métropolitaine dans laquelle la commune est exposée à un climat semi-continental et est dans la région climatique Vosges, caractérisée par une pluviométrie très élevée (1 500 à 2 000 mm/an) en toutes saisons et un hiver rude (moins de 1 °C).
Pour la période 1971-2000, la température annuelle moyenne est de 10,5 °C, avec une amplitude thermique annuelle de 17,7 °C. Le cumul annuel moyen de précipitations est de 749 mm, avec 10,1 jours de précipitations en janvier et 10,3 jours en juillet. Pour la période 1991-2020, la température moyenne annuelle observée sur la station météorologique de Météo-France la plus proche, « Waltenheim-sur-zorn », sur la commune de Waltenheim-sur-Zorn à 5 km à vol d'oiseau, est de 11,3 °C et le cumul annuel moyen de précipitations est de 652,2 mm. 
La température maximale relevée sur cette station est de 38 °C, atteinte le 7 août 2015 ; la température minimale est de −14,9 °C, atteinte le 20 décembre 2009,,.
Les paramètres climatiques de la commune ont été estimés pour le milieu du siècle (2041-2070) selon différents scénarios d'émission de gaz à effet de serre à partir des nouvelles projections climatiques de référence DRIAS-2020. Ils sont consultables sur un site dédié publié par Météo-France en novembre 2022.

## Urbanisme

### Typologie
Au 1er janvier 2024, Hochfelden est catégorisée petite ville, selon la nouvelle grille communale de densité à sept niveaux définie par l'Insee en 2022.
Elle appartient à l'unité urbaine de Hochfelden, une agglomération intra-départementale regroupant deux  communes, dont elle est ville-centre,,. Par ailleurs la commune fait partie de l'aire d'attraction de Strasbourg (partie française), dont elle est une commune de la couronne,. Cette aire, qui regroupe 268 communes, est catégorisée dans les aires de 700 000 habitants ou plus (hors Paris),.

## Toponymie
La première mention du bourg remonte à l'an 816 lorsqu'un dénommé Théodoric y établit un acte de donation au profit de l'abbaye de Wissembourg, dans (actum hoc feldis publice...). La première mention du nom Hochfelden date de 968, bien que le nom soit orthographié de diverses manières dans les documents ultérieurs : Hoffelden en 1200 ou encore Hochveldesdorf.
Hochfelden, prononcé [oxfɛldən] est composé de deux mots d'origine germanique ; hoch « haut » et Feld « champs », avec une désinence -en, alors que le pluriel allemand est -er. Le toponyme signifie donc en langue française « le(s) haut(s) champ(s) », le bourg étant édifié sur une colline qui surmonte la vallée de la Zorn. Le toponyme en langue alsacienne est Hohfalde, prononcé [hof'.ɑldɛː].

## Histoire

### Préhistoire et antiquité
Les premières traces humaines à Hochfelden remontent au Paléolithique supérieur, sous la forme d’outils en silex, associés à des ossements de mammouth et d’équidés. Si ces premières traces ne sont probablement que les vestiges d’une occupation temporaire liée à des campements de chasseurs, le Néolithique marque le début d’une occupation plus permanente du site, comme semble l’indiquer la découverte de sépultures de cette époque, et notamment les recherches entreprises depuis janvier 2022 par Archéologie Alsace avec la mise au jour d'un village, de trois nécropoles allant jusqu'à l'époque gallo-romaine.

### Moyen Âge
Le site est densément peuplé au Haut Moyen Âge, comme l’attestent le nombre important de sépultures alamanes et franques découvertes sur place. L’une de ces tombes, datée du Ve siècle, a livré un très riche mobilier indiquant que son occupante était une femme de très haut rang, ce qui tend à indiquer que la localité était également un lieu de pouvoir à cette époque.
En 968, la localité, qui porte déjà le nom de Hochfelden, fait partie du domaine royal et constitue un élément du douaire d’Adélaïde de Bourgogne lorsqu’elle épouse Otton Ier. À cette époque, la ville est un centre administratif et économique important à l’échelle régionale. Par le jeu des héritages, Hochfelden passe aux mains des Saliens en 1025, puis des Hohenstaufen en 1138. Peu de temps après, dans la seconde moitié du XIIe siècle, une église de style roman est construite à l’intérieur de l’enceinte, tandis que les remparts et le château sont renforcés.

### Époque contemporaine
Le soir du 13 juillet 1941, des groupes de jeunes se forment dans les rues. Chantant d’abord des chants alsaciens, puis des chants révolutionnaires en français ainsi que la Marseillaise, ils se rendent au monument aux morts, sur lequel ils déposent un drapeau français et une gerbe décorée de rubans tricolores. Sur le trajet, le cortège est salué par les applaudissements de la population. Très rapidement, la Gestapo arrive sur place et arrête 206 personnes, qui sont immédiatement internées au camp de Schirmeck : la plupart seront ensuite enrôlés de force dans l’armée allemande et envoyés sur le front de l’est. Le samedi suivant, un détachement de SS arrive de Karlsruhe et fouille toute la ville, maison par maison, et l’administration municipale est remplacée par un Staatskommissar. Afin d’encourager la résistance française, Radio Londres évoque quelques semaines plus tard la manifestation.

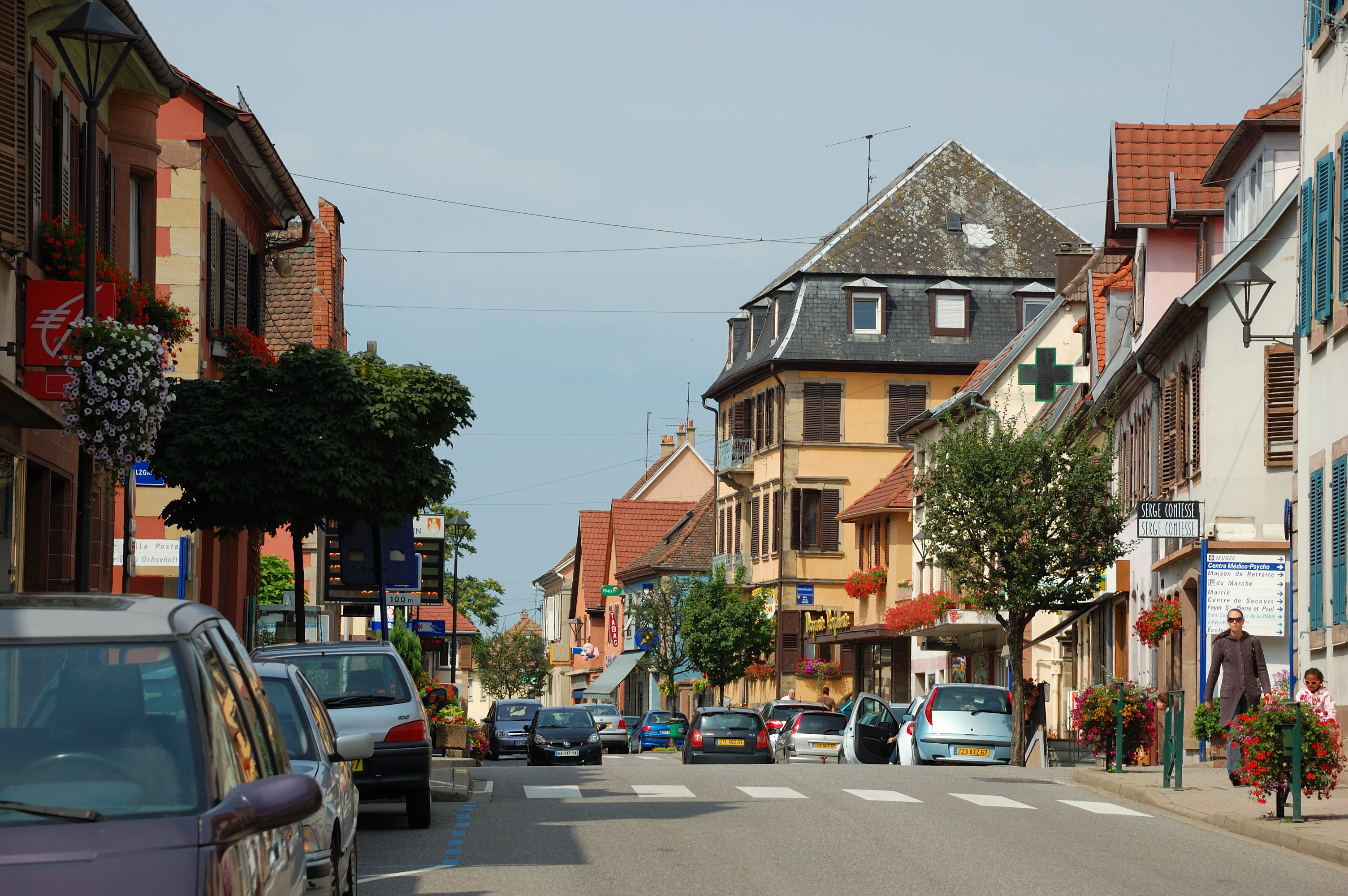
Rue du Général-Lebocq.
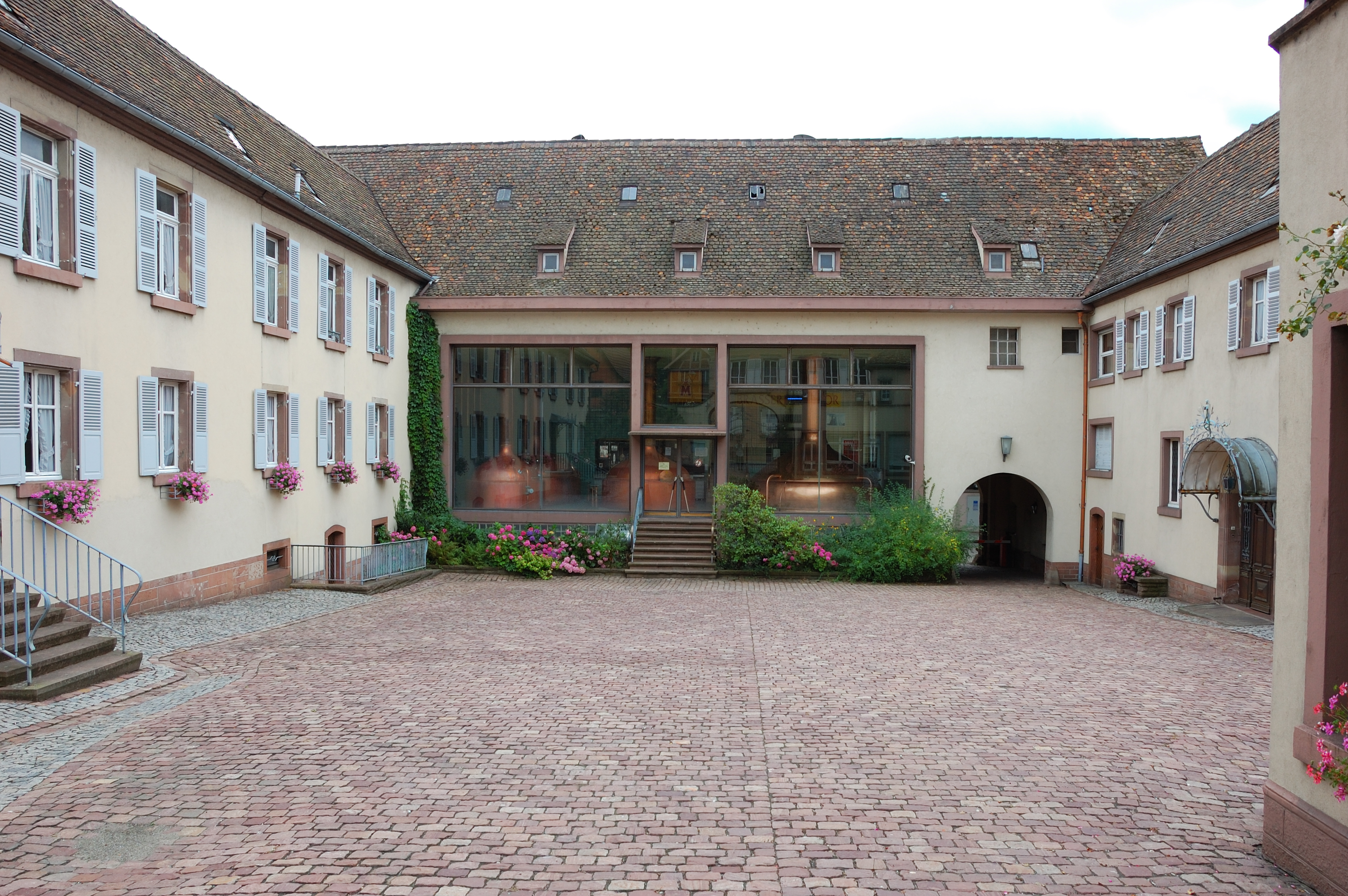
Cour de la brasserie Meteor.
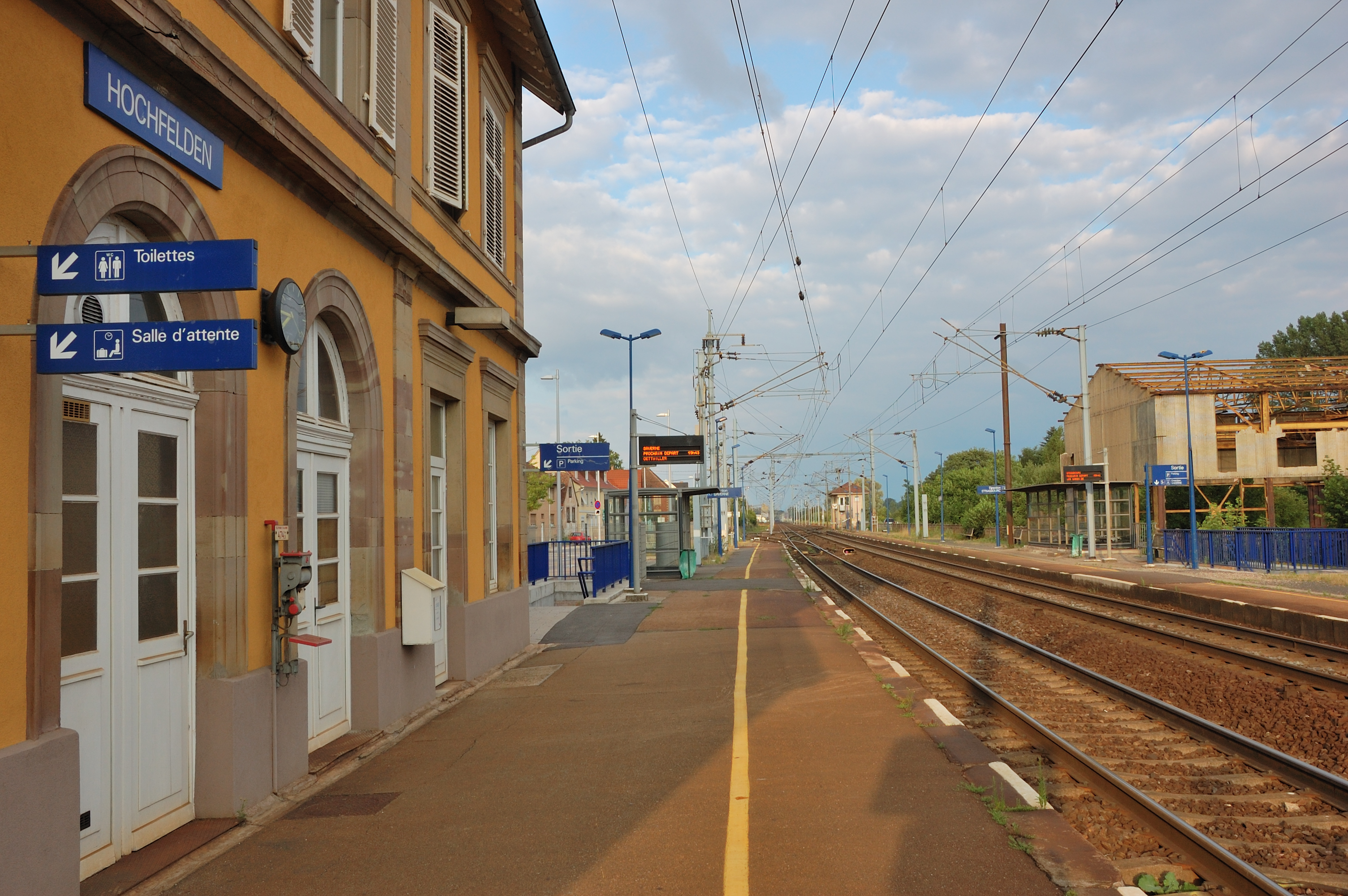
Gare SNCF.

## Politique et administration

### Jumelages
- Hochfelden (Zurich) (Suisse).

## Population et société

### Démographie

#### Commune nouvelle
L'évolution du nombre d'habitants est connue à travers les recensements de la population effectués dans la commune depuis sa création.
En 2022, la commune comptait 4 039 habitants, en évolution de +2,05 % par rapport à 2016 (Bas-Rhin : +3,17 %, France hors Mayotte : +2,11 %).
| 2015  | 2016  | 2021  | 2022  |
| ----- | ----- | ----- | ----- |
| 3 954 | 3 958 | 4 042 | 4 039 |

#### Ancienne commune
L'évolution du nombre d'habitants est connue à travers les recensements de la population effectués dans la commune depuis 1793. À partir du 1er janvier 2009, les populations légales des communes sont publiées annuellement dans le cadre d'un recensement qui repose désormais sur une collecte d'information annuelle, concernant successivement tous les territoires communaux au cours d'une période de cinq ans. 
Pour les communes de moins de 10 000 habitants, une enquête de recensement portant sur toute la population est réalisée tous les cinq ans, les populations légales des années intermédiaires étant quant à elles estimées par interpolation ou extrapolation. Pour la commune, le premier recensement exhaustif entrant dans le cadre du nouveau dispositif a été réalisé en 2006,.
En 2014, la commune comptait 3 528 habitants, en évolution de +7,53 % par rapport à 2009 (Bas-Rhin : +1,68 %, France hors Mayotte : +2,49 %).
| 1793  | 1800  | 1806  | 1821  | 1831  | 1836  | 1841  | 1846  | 1851  |
| ----- | ----- | ----- | ----- | ----- | ----- | ----- | ----- | ----- |
| 1 565 | 1 620 | 1 821 | 1 998 | 2 253 | 2 472 | 2 503 | 2 558 | 2 524 |

| 1856  | 1861  | 1866  | 1871  | 1875  | 1880  | 1885  | 1890  | 1895  |
| ----- | ----- | ----- | ----- | ----- | ----- | ----- | ----- | ----- |
| 2 528 | 2 530 | 2 633 | 2 391 | 2 469 | 2 604 | 2 619 | 2 536 | 2 561 |

| 1900  | 1905  | 1910  | 1921  | 1926  | 1931  | 1936  | 1946  | 1954  |
| ----- | ----- | ----- | ----- | ----- | ----- | ----- | ----- | ----- |
| 2 670 | 2 722 | 2 746 | 2 441 | 2 517 | 2 519 | 2 655 | 2 578 | 2 577 |

| 1962  | 1968  | 1975  | 1982  | 1990  | 1999  | 2006  | 2011  | 2014  |
| ----- | ----- | ----- | ----- | ----- | ----- | ----- | ----- | ----- |
| 2 755 | 2 895 | 2 942 | 2 877 | 2 781 | 2 944 | 3 036 | 3 453 | 3 528 |

### Manifestations culturelles et festivités
- Premier dimanche du mois de septembre : messti du village.
- Octobre Rose : avec la Hochfeldoise [37]

## Économie

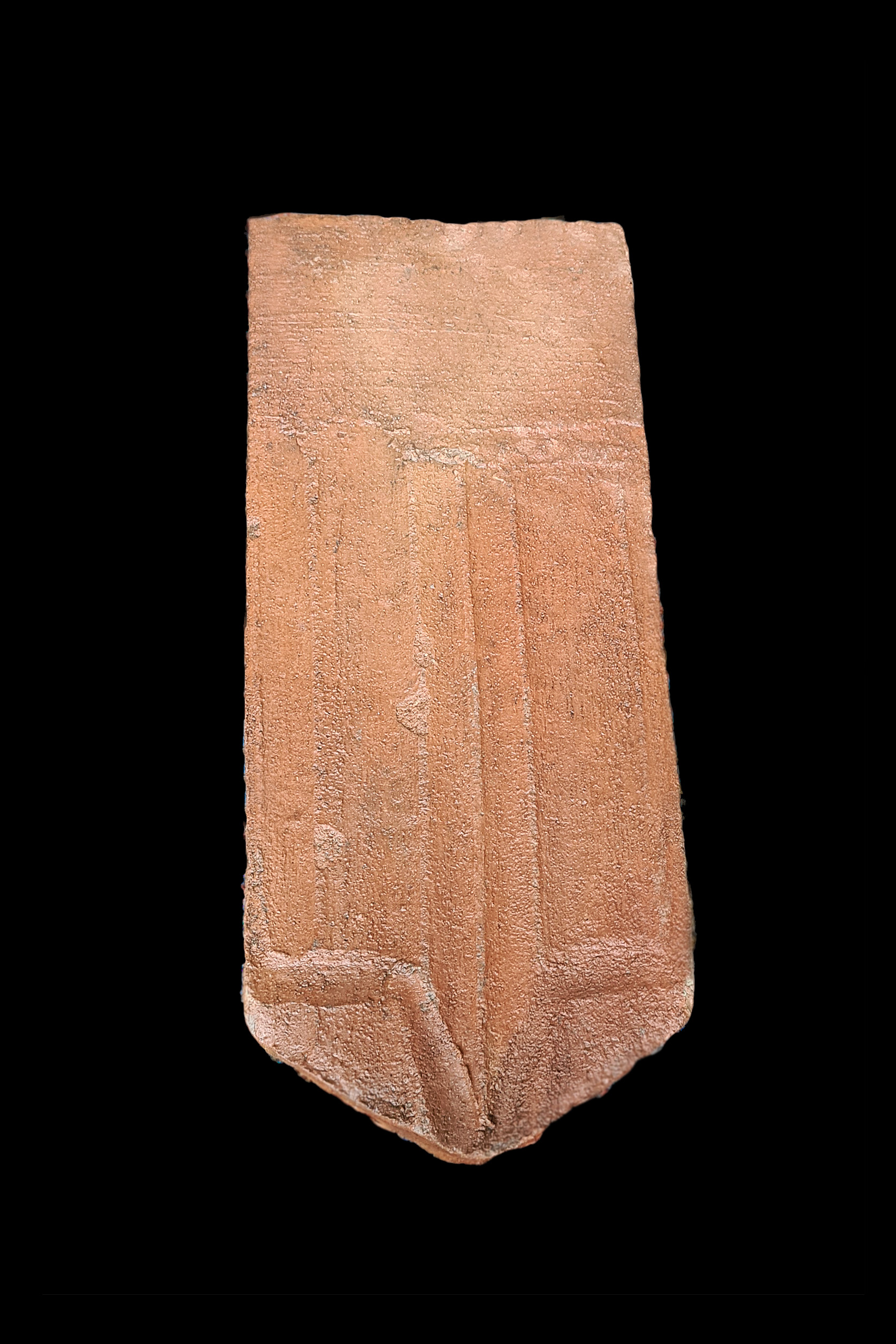
Tuile artisanale Lanter.

La brasserie Meteor est fondée à Hochfelden en 1640. Elle est aujourd'hui la première brasserie indépendante d'Alsace et revendique le titre de plus ancien site brassicole de France.
La commune héberge une décharge aujourd'hui fermée. La pollution au lindane du site demeure.
La brasserie Eschenbrenner ouvre en juillet 2021. Florian Eschenbrenner réinvente la bière en proposant jusqu'à 60 recettes innovantes . En 2023, la Brasserie Eschenbrenner remporte le trophée du tourisme Alsace dans la catégorie « œnotourisme et agritourisme ».En 2023 l'entrepreneur Hochfeldois s'attaque à la gousse de vanille de Madagascar en ouvrant une société d'import en gros .

## Culture locale et patrimoine

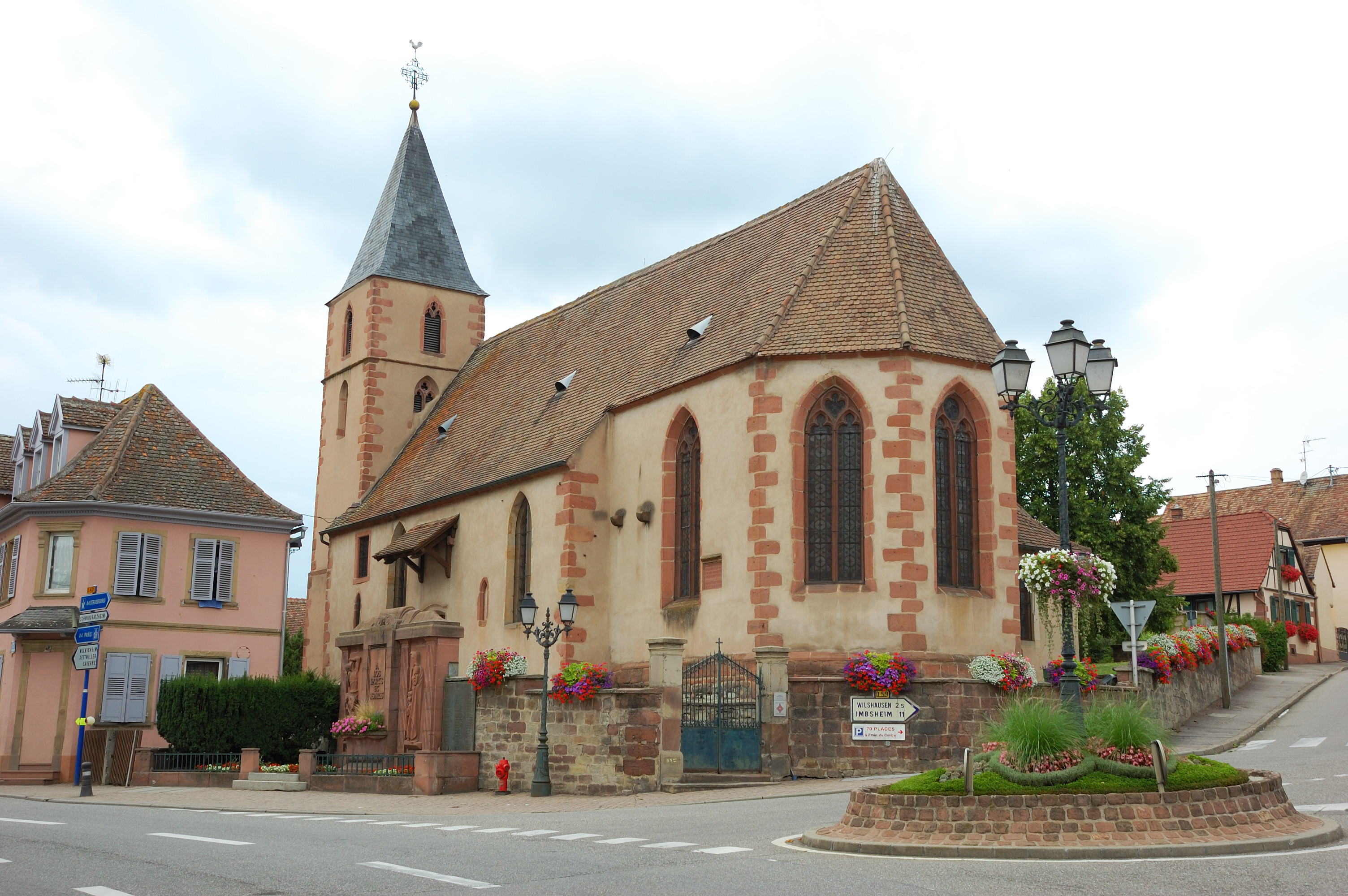
Chapelle gothique de pèlerinage « Chapelle Saint-Wendelin ».

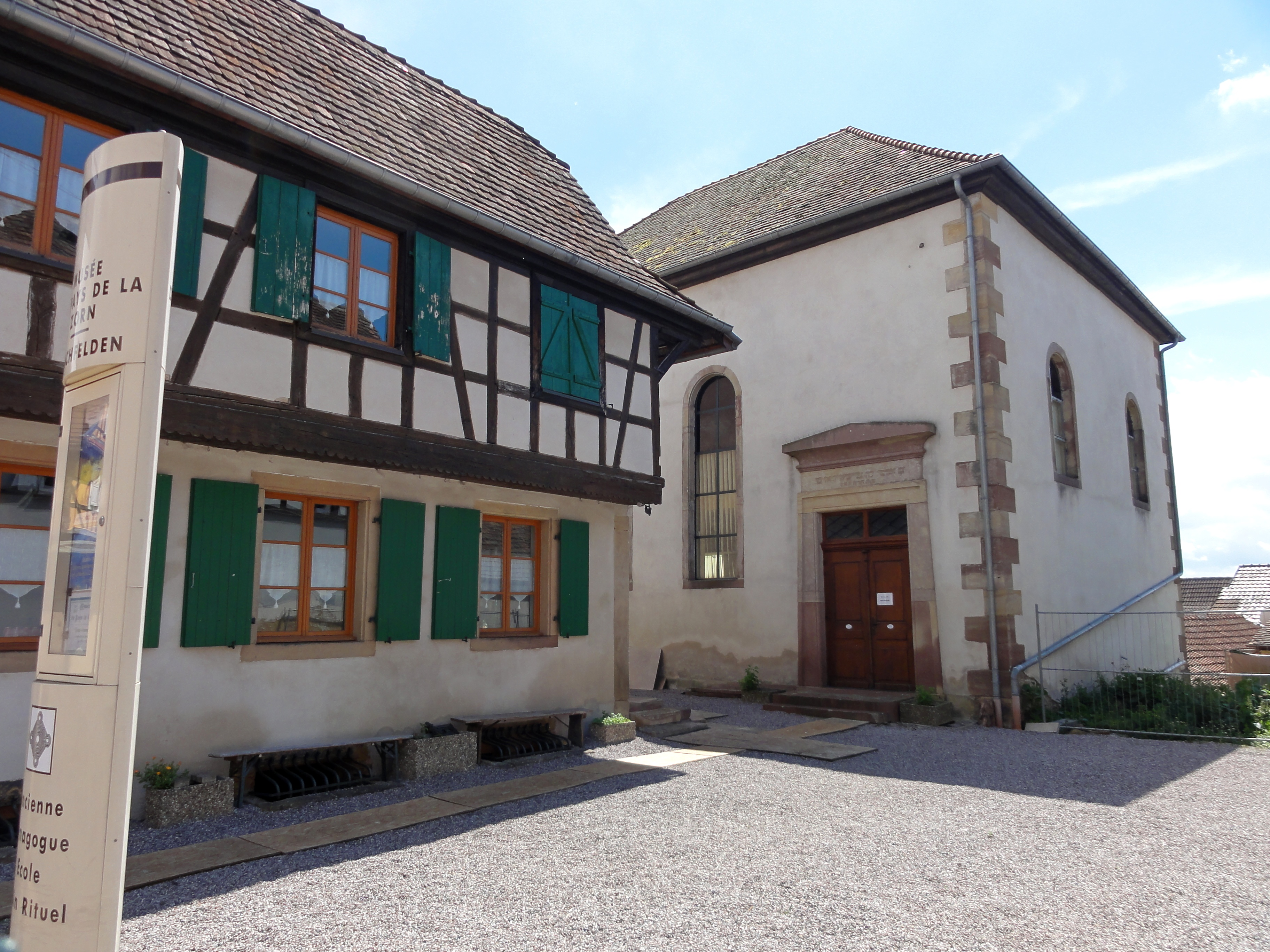
Musée du Pays de la Zorn et synagogue.

### Lieux et monuments
- La chapelle Saint-Wendelin inscrite au registre des monuments historiques en 1982[40],[41].
  - Tableau représentant saint Wendelin de 1659, offert par Anna Barbara veuve d'Ascagne Albertini, gouverneur et bailli de Benfeld.
  - Cloche datant du XIIIe siècle.
  - Une inscription en allemand indique le début des travaux de sa construction, le 4 juillet 1435, et les noms de ses bâtisseurs, Henri d'Achenheim, Nicolas Schorlin et Jean Lobel :

« ANNO DNI M.CCCC.XXXV. UF MITWOCH NOCH SANT ULRICHZ DAG IST DIESZER GEBU ANGEVANGEN UND SINT DIS DIE BUMEISTER MIT NAMEN HEINRICH VON ACHENHEIM GENANT VON LUTENHEIM CLAUS SCHORLIN UND HANS LOBEL PFLEGER »

- L’église Saint-Pierre-et-Saint-Paul, citée dès le IXe siècle[42].

l'édifice actuel date de 1826. Le clocher a été surélevé en 1889-1890.
Elle faisait partie autrefois du château de Hochfelden, dont ne subsiste qu’un fragment de mur à l’arrière de l’église et l’empreinte dans le parcellaire.
- La synagogue Inscrite partiellement en 1996[43],[44].

Construite en 1841, en remplacement d’un bâtiment plus ancien, sur des plans de Louis Furst, pour une communauté qui comptait à l’époque 219 âmes. Un bâtiment annexe abritait un bain rituel ou miqvé, une salle de réunion et une école. L'association ARCHE a rénové la synagogue désaffectée en 1995 et l'a transformée en musée de pays.
- Le cimetière de 1859[45].

(1859, achat des parcelles de terrain et 1860, construction du mur de clôture).
- L’église protestante de 1895[46].

Construite en brique rouge, elle est une filiale de la paroisse de Schwindratzheim.
- 16 autes édifices sont répertoriées dans la base Mérimée, plateforme ouverte du patrimoine[47].
- La place du Marché accueille, depuis 2004, Garde corps, une œuvre de Mathieu Mercier.

### Galerie

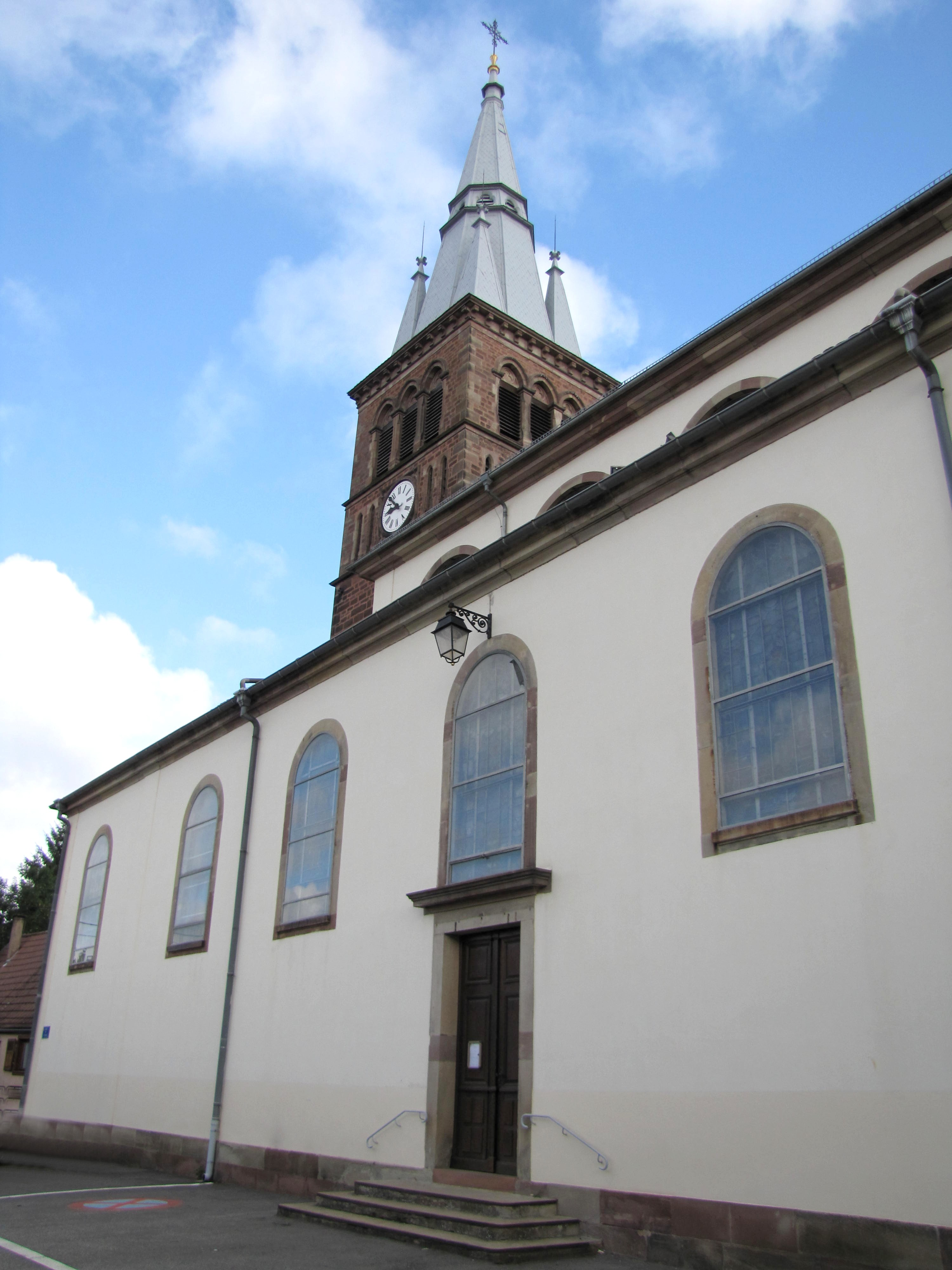
Église Saints-Pierre-et-Paul.
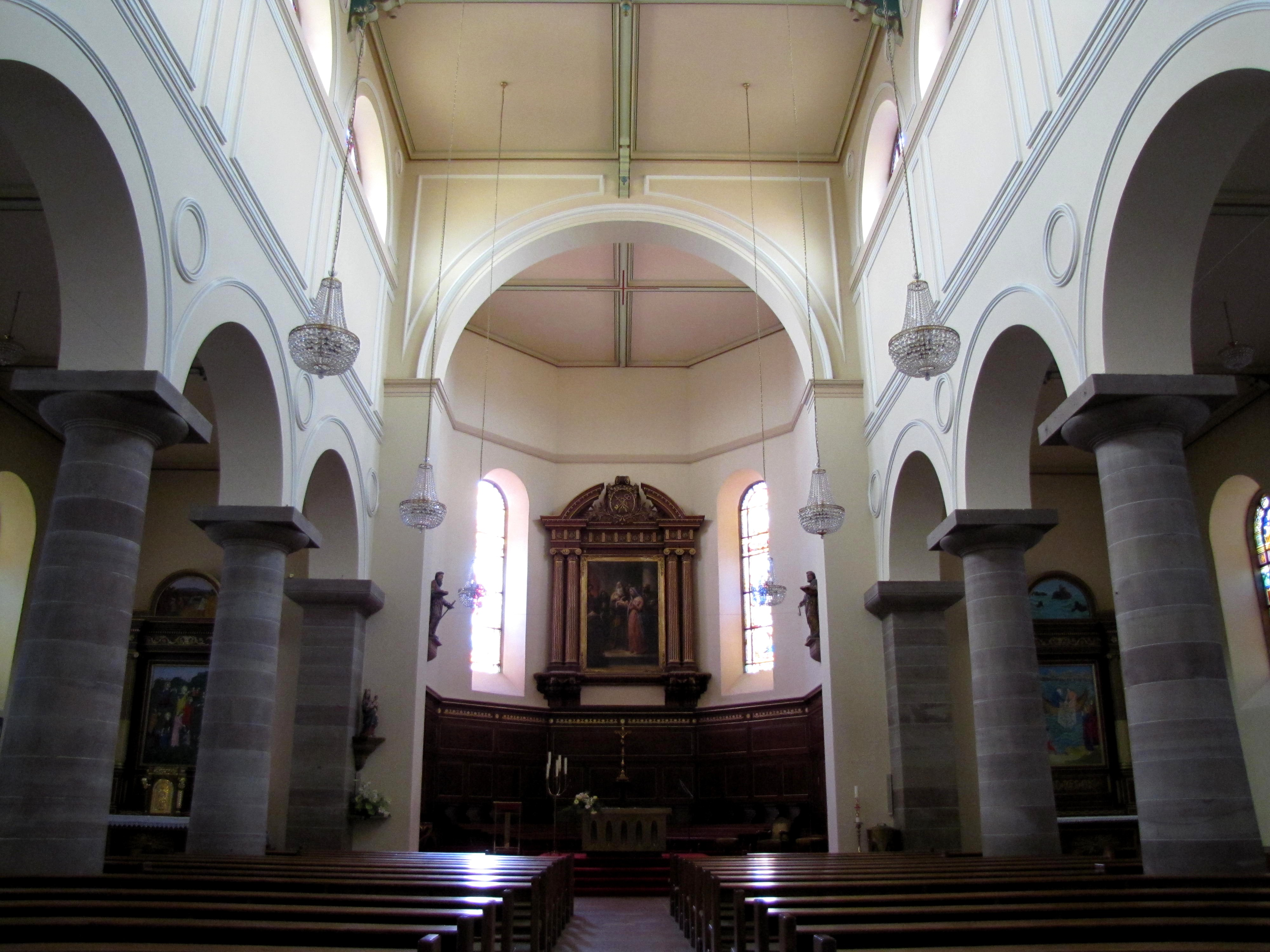
Vue intérieure de la nef vers le chœur.
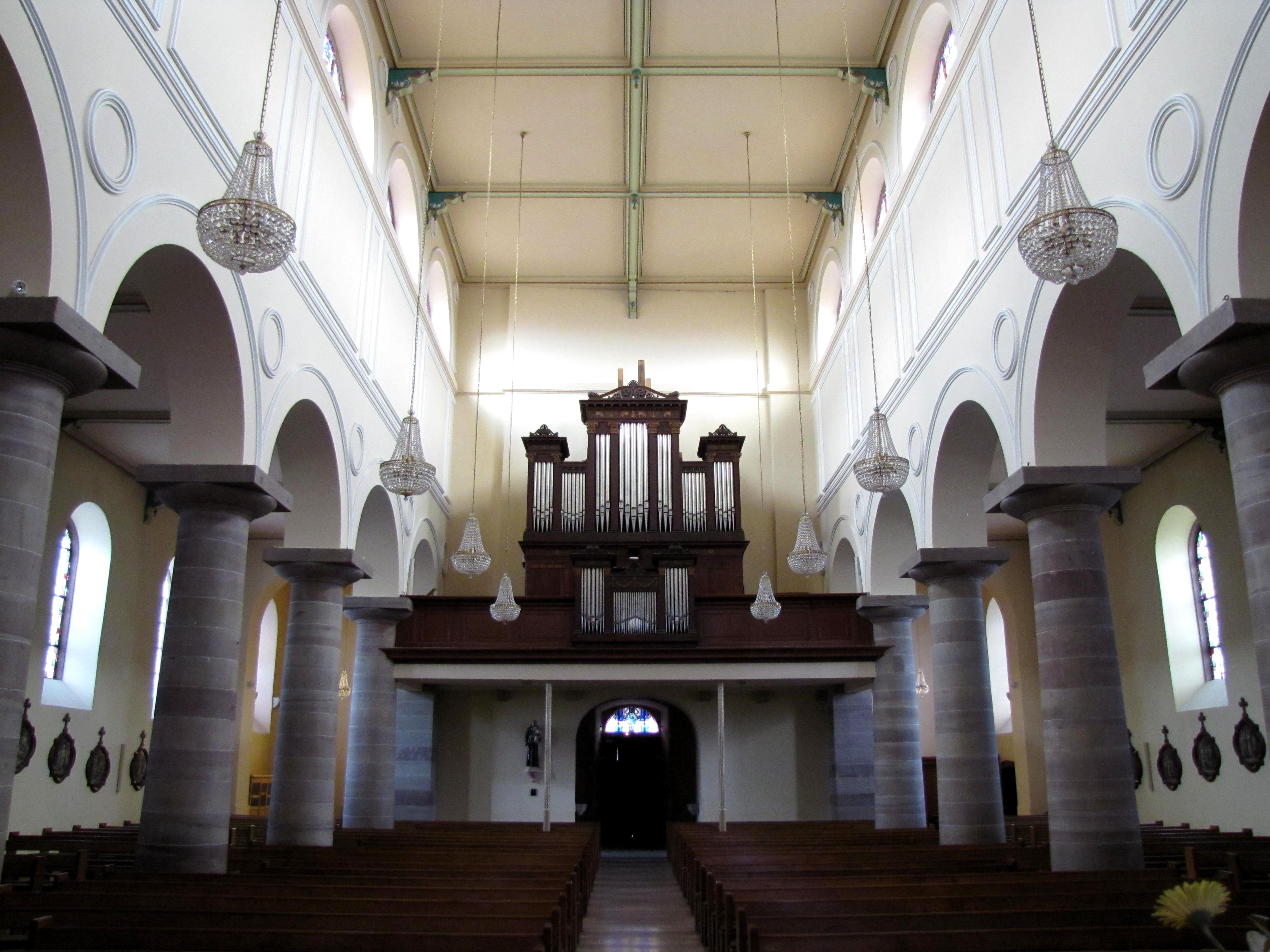
Vue intérieure de la nef vers la tribune d'orgue.

### Personnalités liées à la commune
- Charlotte Lutz, née le 17 mai 2005, pongiste et internationale française.

### Héraldique
| Blason de Hochfelden | Blason  | De gueules à saint Pierre de carnation, chevelé et barbé d'argent, auréolé d'or, habillé d'une tunique aussi d'argent, ceinturée d'or, et d'un manteau du même, tenant de sa dextre une clef d'argent et de sa senestre un livre ouvert du même. |
| Blason de Hochfelden | Détails | |

### Distinctions
- Médaille de la Reconnaissance française, bronze (27 mars 1947) pour son patriotisme pendant l'annexion de fait de l'Alsace pendant la Seconde Guerre mondiale[48].

#### Alsace
- Jean-Michel Boehler, Une société rurale en milieu rhénan : la paysannerie de la plaine d'Alsace (1648-1789), Strasbourg, PUS, 1995, 2469 p. (ISBN 2-86820-139-3)
- Collectif et sous la direction de Antoine Pfeiffer, Protestants d'Alsace et de Moselle : lieux de mémoire et de vie, Strasbourg/Ingersheim, Oberlin/SAEP, 2006, 318 p. (ISBN 2-7372-0812-2)
- (fr + gsw) Hans Lienhart, Surnoms et sobriquets des villes et villages d'Alsace, Steinbrunn-le-Haut, Éditions du Rhin, 1991, 238 p. (ISBN 2-86339-033-3)
- Dominique Toursel-Harster, Jean-Pierre Beck et Guy Bronner, Dictionnaire des monuments historiques d'Alsace, La Nuée Bleue, avril 1995, 676 p. (ISBN 978-2-7165-0250-4 et 2-7165-0250-1)
- Collectif et sous la direction de Alphonse Wollbrett, Pays d'Alsace, Hochfelden, Saverne, SHASE cahier 72, 1978

#### Histoire de Hochfelden
- Georges Lévy-Mertz, « Hochfelden, carrefour antique », Pays d’Alsace, no 72,‎ 1970, p. 3-7 (ISSN 0245-8411, lire en ligne)
- Bernhard Metz, Hochfelden, lieu central et fortifié, Saverne, SHASE (Pays d'Alsace, cahier 208), automne 2004 (ISSN 0245-8411)
- Alphonse Wollbrett, « Le bourg et l’ancien château de Hochfelden », Pays d’Alsace, no 72,‎ 1970, p. 9-13 (ISSN 0245-8411, lire en ligne)

#### Géographie et statistiques
- Jacques Baquol, L'Alsace ancienne et moderne ou Dictionnaire géographique, historique et statistique du haut et du Bas-Rhin., Strasbourg, Chez l'auteur, année 1851
- Étienne Juillard, La vie rurale en basse-Alsace, Strasbourg, PUS, 1953, 582 p. (ISBN 2-86820-816-9)